# 广州艺术博物院
广州艺术博物院（广州美术馆），是中國廣東省廣州市的大型多功能綜合性藝術博物館，坐落于广州城市新中轴线之上，北望广州塔，西邻赤岗塔，南接在建的广州科学馆，项目总投资约20.94亿元，是中国唯一兼有“国家重点美术馆”和“国家一级博物馆”称号的艺术机构。

## 历史
1957年2月17日，設于越秀山仲元圖書館的广州美术馆正式开放参观，展品内容有明、清两代名画及现代著名画家作品、玉器和漆器等艺术品。
1995年，廣州市人民政府選址越秀區麓湖公園南面，立項興建广州艺术博物院，由著名建筑设计师、中国工程院院士莫伯治主持建筑设计，2000年第一期工程落成，同年9月23日開幕，加挂「廣州美術館」牌子。2003年第二期工程落成。
2013年，广州市规划在海珠区建设广州文化设施“四大馆”（广州博物馆新馆、广州美术馆、广州文化馆、广州科学馆）。其中，“三馆一场”（广州博物馆新馆、广州美术馆、广州科学馆和岭南广场）选址于广州塔以南地块，2013年5月，展开设计国际竞赛，2014年7月，Herzog+Partners Asia（赫尔佐格与合伙人建筑设计事务所）的《岭南新旋律，英雄花盛开》设计方案最终中标。2015年3月1日，新广州美术馆举行奠基仪式。2023年4月1日，旧馆正式闭馆，原址交由广州市文联改造为广州人民艺术中心。2023年11月29日晚，新馆举行开馆仪式，11月30日起，正式向公众开放。2024年8月9日，新馆入馆人次已突破100万。

## 藏品
馆藏超过33000件，主要收藏中国历代的书画作品，尤其是岭南地区的书画作品，同时也收藏其他种类的艺术品，包括中国画、书法、油画、版画、水彩画、水粉画、漫画、漆画、壁毯、碑帖、雕塑、唐卡、铜器、陶瓷、木雕、剪纸等。著名藏品包括文同的《墨竹图》、李衎的《纡竹图》、戴进的《山高水长图》、郑文林的《群仙图》、文徵明的《晚来急雨添飞瀑图》、仇英的《停琴听阮图》、董其昌的《剪江草堂图》、沈周的《松坡平远图》、梁元柱的《迎风竹图》、赵左的《溪山清远图》等。

## 館區

### 旧馆

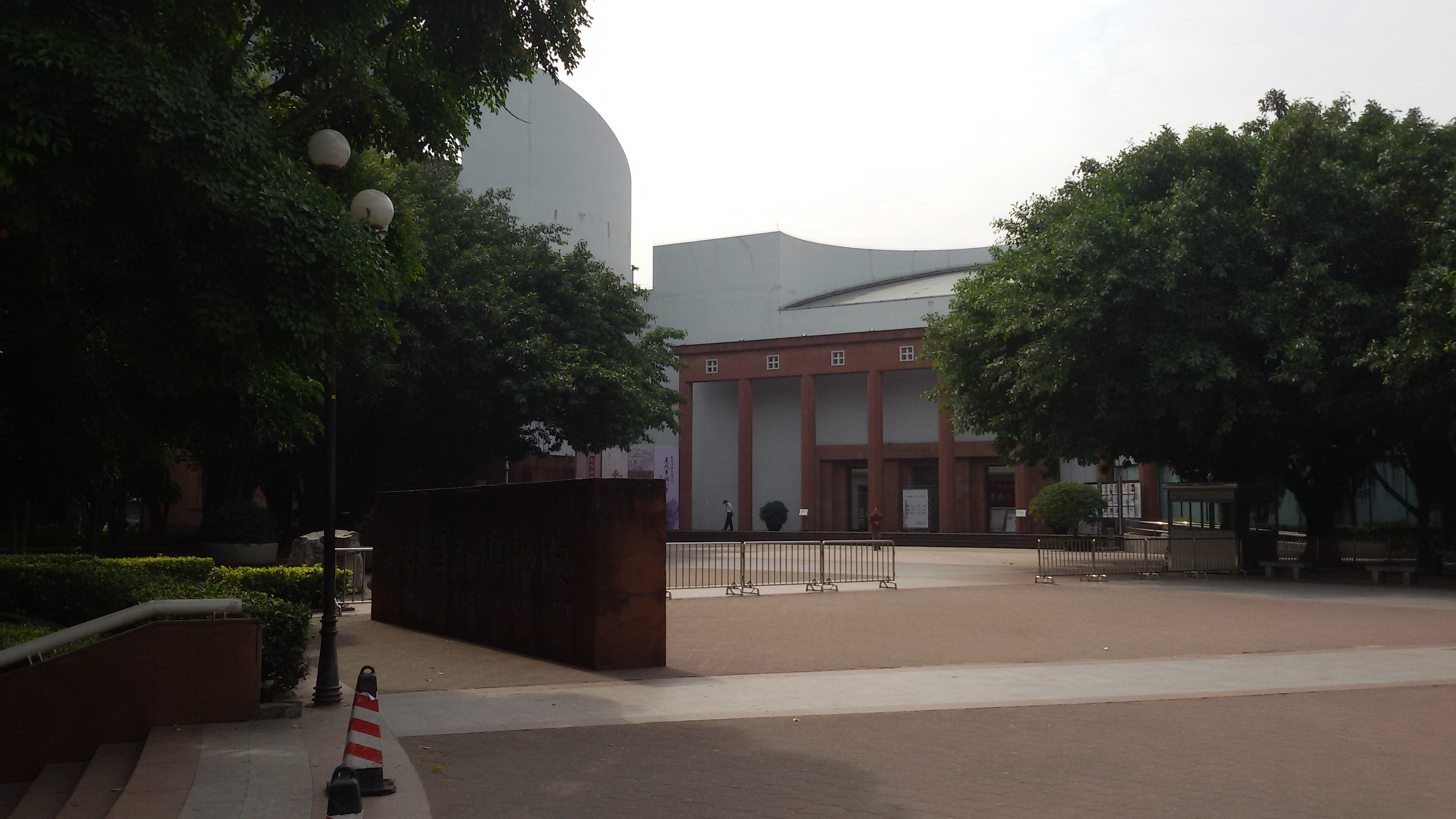
廣州藝術博物院旧馆正門

藝博院佔地面積2萬多平方米，建築面積約4萬多平方米，樓高四層（地上3層樓、地下1層樓），有多條扶手電梯與樓梯相連。原有以下展覽館及雕塑展區：
| 展覽館 - 中國歷代繪畫館 - 中國歷代書法館 - 賴少其藝術館 - 關山月藝術館 - 黎雄才藝術館 - 楊善深藝術館 - 廖冰兄藝術館 - 楊之光藝術館 - 歐初藝術博物館 - 趙泰來收藏館 - 馬思聰音樂藝術館 | 短期陳列館（廳） - 專題陳列館 - 會展廳 - 藝術交流廳 - 國際藝術交流展廳 - 多功能展廳 - 多功能報告廳 - 藝術鑒賞廳 |

### 新馆
占地面积3.26万平方米，总建筑面积约8万平方米，由德国赫尔佐格与合伙人建筑设计事务所、华南理工大学与广东省建筑设计研究院联合设计，设计方案以“水中盛放的英雄花”为主题，外立面幕墙由21008片太阳能光伏玻璃建造，是全球首座五个立面均采用光伏技术的公共建筑，分为地上5层、地下2层、21个展厅（展区），设藏品区、展陈区、文化教育与公共服务区、业务科研与管理区、设备区、地下停车库和公共区域。

## 外部連結
- 官方网站